# 邵玉轩
邵玉轩（1866年—1920年），名镛，字行银，号玉轩，清末民国上海大颜料商、实业家。影视巨头邵逸夫之父。

## 生平
出生望族，系北宋梅花易數大師邵康节第三十二世嫡孙。出生于大清浙江省宁波府镇海县（今宁波市镇海区）庄市（今庄市街道）朱家橋老邵村（今邵家村）。早年因父亲得病不治早逝，家道随中落，只能弃学从商养家。曾赴浙江湖州药房学习中医，1880年于乌镇药肆习业。第二次鸦片战争之后，宁波五口通商，带来西方商机，邵玉轩早年也曾在宁波经营百货和进出口业务。
19世纪末，只身一人赴上海经商，曾从业于上海万隆顺颜料号。几年后，成为万丰盛福记经理。1901年，在上海创设“锦泰昌”颜料号，不久后成为颜料业的翘楚之一，与周宗良齐名。
邵玉轩在晚清民国初上海滩商界、政界均颇为活跃，人脉宽广，与虞洽卿、朱葆三、严信厚等为至交，与当时晚清政界中的维新派人士也经常往来。邵玉轩支持孙中山、陈其美的反清运动，与光复会、同盟会秘密交往，曾斥巨资助辛亥革命和上海光复。
1920年，逝世于上海。当时“海上闻人”虞洽卿，晚晴维新派领袖康有为，江苏督军卢永祥，国民党元老谭延闿，北洋政要王正黼，民国公子袁克文，晚清进士徐谦等政商名流均为其赠挽致哀。

## 身后
邵玉轩去世后，归葬镇海，家族颜料和进出口生意没能继续，因为几个儿子均不感兴趣而投身新兴的电影业。这一家族事业“后继无人”的窘况也恰巧出现在邵逸夫身上，邵逸夫晚年及去世后，两位儿子均表示对父亲生前的影视帝国“不感兴趣”，无意继承。
1958年，邵玉轩墓迁至宁波专区鄞县宝幢乡西岙村（今属宁波市鄞州区五乡镇）。

## 身前慈善
邵玉轩生前热衷公益慈善事业，曾斥资资助上海四明公所。曾出资在家乡镇海修建桥梁，浚西大河，修葺海塘堤坝，并施舍救济老幼贫困。大清宣统二年（1910年），与宋炜臣、阮雯衷一道出资修建家乡道路，并斥资修缮后练浦庙。

## 家庭
邵玉轩遗有6男1女。其中四个儿子投身当时亚洲新兴的电影行业。子女中著名的有：
- 长子邵醉翁，即邵仁傑（英文：Runje Shaw），上海滩著名电影实业家
- 二子邵邨人，即邵仁棣（英文：Runde Shaw）
- 三子邵山客，即邵仁枚（英文：Runme Shaw），新加坡著名企业家
- 六子邵逸夫，即邵仁楞（英文：Run Run Shaw），日后成为亚洲影视大王，功夫片鼻祖[6]。1987年4月，邵逸夫曾回乡扫墓祭祖[2]。